# Nadja Kälin
Nadja Kälin (ur. 20 kwietnia 2001 w Sankt Moritz) – szwajcarska biegaczka narciarska, mistrzyni świata juniorów oraz dwukrotna medalistka mistrzostw świata młodzieżowców.

## Kariera
Po raz pierwszy na arenie międzynarodowej pojawiła się 2 grudnia 2017 roku w Ulrichen, gdzie w zawodach juniorskich zajęła 12. miejsce w sprincie stylem dowolnym. W 2019 roku wystartowała na mistrzostwach świata juniorów w Lahti, gdzie zajęła 40. miejsce w sprincie techniką klasyczną i 42. w biegu na 15 km klasykiem. Jeszcze dwukrotnie startowała na imprezach tego cyklu, zdobywając między innymi złoty medal w sztafecie podczas mistrzostw świata juniorów w Oberwiesenthal w 2020 roku. Ponadto podczas mistrzostw świata młodzieżowców w Whistler w 2023 roku zdobyła brązowy medal w sztafecie mieszanej.
W Pucharze Świata zadebiutowała 12 grudnia 2021 roku w Davos, gdzie zajęła 69. miejsce w biegu na 10 km stylem dowolnym. Pierwsze pucharowe punkty wywalczyła 31 grudnia 2021 roku w Oberstdorfie, kiedy bieg na 10 km stylem dowolnym ukończyła na 19. miejscu.
Wystartowała na igrzyskach olimpijskich w Pekinie w 2022 roku, zajmując 7. miejsce w sztafecie, 21. w biegu łączonym i 43. miejsce w biegu na 10 km stylem klasycznym.

## Osiągnięcia

### Igrzyska olimpijskie
| Miejsce | Dzień     | Rok  | Miejscowość | Konkurencja             | Czas biegu | Strata  | Zwyciężczyni                |
| ------- | --------- | ---- | ----------- | ----------------------- | ---------- | ------- | --------------------------- |
| 21.     | 5 lutego  | 2022 | Zhangjiakou | 15 km bieg łączony      | 44:13,7    | +3:46,1 | Therese Johaug              |
| 43.     | 10 lutego | 2022 | Zhangjiakou | 10 km stylem klasycznym | 28:06,3    | +3:23,4 | Therese Johaug              |
| 7.      | 12 lutego | 2022 | Zhangjiakou | bieg sztafetowy 4×5 km  | 53:41,0    | +3:00,5 | Rosyjski Komitet Olimpijski |

### Mistrzostwa świata juniorów
| Miejsce | Dzień       | Rok  | Miejscowość    | Konkurencja                            | Czas biegu | Strata  | Zwyciężczyni            |
| ------- | ----------- | ---- | -------------- | -------------------------------------- | ---------- | ------- | ----------------------- |
| 40.     | 20 stycznia | 2019 | Lahti          | Sprint stylem klasycznym               | 3:23,12    | —       | Kristine Stavås Skistad |
| 42.     | 24 stycznia | 2019 | Lahti          | 15 km stylem klasycznym (start masowy) | 40:45,3    | +5:23,3 | Frida Karlsson          |
| 38.     | 29 lutego   | 2020 | Oberwiesenthal | Sprint stylem dowolnym                 | 2:33,41    | —       | Louise Lindström        |
| 15.     | 2 marca     | 2020 | Oberwiesenthal | 5 km stylem klasycznym                 | 13:49,1    | +54,8   | Helene Marie Fossesholm |
| 22.     | 4 marca     | 2020 | Oberwiesenthal | 15 km stylem dowolnym (start masowy)   | 35:55,6    | +2:35,0 | Helene Marie Fossesholm |
| 1.      | 6 marca     | 2020 | Oberwiesenthal | bieg sztafetowy 4×3,3 km               | 35:08,6    | —       | —                       |
| 14.     | 9 lutego    | 2021 | Vuokatti       | Sprint stylem klasycznym               | 2:33,24    | —       | Monika Skinder          |
| 54.     | 12 lutego   | 2021 | Vuokatti       | 5 km stylem dowolnym                   | 13:44,3    | +1:58,9 | Wieronika Stiepanowa    |
| 4.      | 13 lutego   | 2021 | Vuokatti       | bieg sztafetowy 4×3,3 km               | 37:50,5    | +1:30,8 | Szwecja                 |
| 6.      | 14 lutego   | 2021 | Vuokatti       | 15 km stylem klasycznym                | 2:33,24    | +1:13,5 | Margrethe Bergane       |

### Mistrzostwa świata młodzieżowców (U-23)
| Miejsce | Dzień       | Rok  | Miejscowość | Konkurencja              | Czas biegu | Strata  | Zwyciężczyni             |
| ------- | ----------- | ---- | ----------- | ------------------------ | ---------- | ------- | ------------------------ |
| 5.      | 24 lutego   | 2022 | Lygna       | 10 km stylem klasycznym  | 29:59,8    | +19,8   | Anja Weber               |
| 38.     | 26 lutego   | 2022 | Lygna       | Sprint stylem dowolnym   | 2:34,79    | —       | Moa Hansson              |
| 4.      | 27 lutego   | 2022 | Lygna       | Sztafeta mieszana        | 49:20,5    | +30,6   | Norwegia                 |
| 15.     | 29 stycznia | 2023 | Whistler    | Sprint stylem klasycznym | 3:07,58    | —       | Jasmin Kähärä            |
| 5.      | 31 stycznia | 2023 | Whistler    | 20 km stylem klasycznym  | 1:01:40,0  | +21,2   | Kristin Austgulen Fosnæs |
| 18.     | 3 lutego    | 2023 | Whistler    | 10 km stylem dowolnym    | 26:13,0    | +1:05,5 | Helen Hoffmann           |
| 3.      | 4 lutego    | 2023 | Whistler    | Sztafeta mieszana        | 51:05,0    | +3,3    | Francja                  |
| 17.     | 6 lutego    | 2024 | Planica     | Sprint stylem dowolnym   | 2:35,82    | —       | Sonjaa Schmidt           |
| DNF     | 8 lutego    | 2024 | Planica     | 20 km stylem dowolnym    | 48:58,6    | -       | Marina Kälin             |
| 2.      | 10 lutego   | 2024 | Planica     | 10 km stylem klasycznym  | 27:38,0    | +1,2    | Helen Hoffmann           |

### Puchar Świata

#### Miejsca w klasyfikacji generalnej
| Sezon     | Miejsce |
| --------- | ------- |
| 2021/2022 | 91.     |
| 2022/2023 | 118.    |
| 2023/2024 | 47.     |
| 2024/2025 | 53.     |

#### Miejsca na podium w zawodach
Kälin nie stanęła na podium indywidualnych zawodów PŚ.